# Spirotheristus clavicaudatus
Spirotheristus clavicaudatus är en rundmaskart som först beskrevs av Gerlach 1953.  Spirotheristus clavicaudatus ingår i släktet Spirotheristus och familjen Monhysteridae. Inga underarter finns listade i Catalogue of Life.